# Empidideicus hackmani
Empidideicus hackmani är en tvåvingeart som beskrevs av Francois 1969. Empidideicus hackmani ingår i släktet Empidideicus och familjen svävflugor.
Artens utbredningsområde är Spanien. Inga underarter finns listade i Catalogue of Life.